# Depend on You

Depend on You (écrit : Depend on you) est le titre de quatre singles d'Ayumi Hamasaki, sortis sous divers formats, avec des contenus différents liés à une même chanson originale homonyme : le mini-CD original japonais en 1998, un disque vinyle maxi 45 tours de remix en 1999, une réédition en maxi-CD en 2001, et une édition maxi-CD européenne attribuée à Ayu en 2004.

## Édition originale
Singles de Ayumi Hamasaki
For My Dear...
(1998) Whatever
(1999)
Depend on You est le 5e single de Ayumi Hamasaki sorti sous le label Avex Trax, en 1998, ou son 6e single au total en comptant Nothing from Nothing attribué à Ayumi.
Le single sort le 9 décembre 1998 au Japon sous le label Avex Trax, produit par Max Matsuura, au format "mini-CD" de 8 cm (ancienne norme des singles au Japon). Il ne sort que deux mois après le précédent single de la chanteuse : For My Dear.... Il atteint la 6e place du classement de l'Oricon. Il se vend à 36 840 exemplaires la première semaine, et reste classé pendant 9 semaines, pour un total de 131 460 exemplaires vendus durant cette période. Une autre version du single au format disque vinyle contenant des remixes sortira six mois plus tard, le 5 juin 1999. Comme les sept autres premiers singles de la chanteuse pour avex, il sera réédité au format "maxi-CD" de 12 cm le 28 février 2001 avec des remixes supplémentaires.
Les deux chansons du single sont utilisées dans le jeu vidéo de rôle Thousand Arms sur PlayStation. La chanson-titre sert aussi de thème de fin à l'émission télévisée Countdown TV. Elle figurera sur l'album A Song for XX de janvier 1999, puis sur les compilations A Best de 2001 (dans une nouvelle version) et A Complete: All Singles de 2008. Elle figurera aussi dans des versions remixées sur autre version du single qui sortira au format disque vinyle six mois plus tard, ainsi que sur les albums de remix Ayu-mi-x de 1999 (de même que la "face B" Two of Us), Super Eurobeat presents ayu-ro mix de 2000, Cyber Trance presents ayu trance de 2001, et Cyber Trance presents ayu trance 2 de 2002. La version remixée de ayu trance de 2001 sortira aussi en single en Europe le 8 mars 2004.
Toutes les paroles sont écrites par Ayumi Hamasaki.
| 1. | Depend on You (Depend on you) | Kazuhito Kikuchi             | Akimitsu Honma, Takashi Morio | 4:22 |
| 2. | Two of Us (Two of us)         | Daisuke Miyaji, Ryosuke Imai | Terumitsu Honma               | 6:16 |
| 3. | Depend on You (Instrumental)  | Kazuhito Kikuchi             | Akimitsu Honma, Takashi Morio | 4:21 |

## Édition vinyle
Singles de Ayumi Hamasaki
To Be
(1999) Boys & Girls
(1999)
Singles par Ayumi Hamasaki
A Song for XX
(1999)
Depend on You est un maxi 45 tours au format disque vinyle de Ayumi Hamasaki.
C'est le premier disque de la chanteuse à paraître au format vinyle. Il sort en édition limitée le 5 juin 1999 au Japon sous le label indépendant Rhythm Republic affilié à Avex Trax. 
Il contient trois versions remixées de la chanson-titre du cinquième single CD homonyme de la chanteuse sorti six mois auparavant, le 9 décembre 1998, ainsi que la version instrumentale de l'une d'entre elles, et une version vocale de la chanson. Les trois remixes du disque figureront aussi sur la réédition de 2001 au format maxi-single du single CD.
Le premier remix du disque (Dub's Electro Remix) était déjà paru sur l'album de remix CD Ayu-mi-x sorti trois mois plus tôt, le 17 mars 1999. C'est le premier titre remixé de cet album à sortir en single, au format vinyle ; tous les autres titres remixés de l'album sortiront également en singles vinyles dans les semaines qui suivront, du 19 juin au 17 juillet 1999 ; ces treize singles vinyles dont celui-ci seront ensuite réédités le mois suivant avec des pochettes différentes pour figurer dans le coffret Ayu-mi-x Box Set qui sortira le 11 août 1999.
Liste des titres
Toutes les paroles sont écrites par Ayumi Hamasaki, toute la musique est composée par Kazuhito Kikuchi.
| 1. | Depend on you "dub's electro remix"                | Izumi "D.M.X" Miyazaki | 07:46 |
| 2. | Depend on you "dub's electro remix" ~instrumental~ | Izumi "D.M.X" Miyazaki | 07:46 |

| 1. | Depend on you "Bodyguard Mix" (… "BODYGUARD MIX") | Takeo              | 06:02 |
| 2. | Depend on you "44XL Dub"                          | B.U.S for Paratone | 06:02 |
| 3. | Depend on you "Vocal track"                       |                    | 03:45 |

## Réédition
Singles de Ayumi Hamasaki
Evolution
(2001) Never Ever
(2001)
Depend on You est la réédition au format maxi-single en 2001 du cinquième single homonyme de Ayumi Hamasaki sorti sous le label Avex Trax fin 1998.
Comme les sept autres premiers singles de la chanteuse pour avex, le single original était sorti initialement au format "mini-CD" de 8 cm (ancienne norme des singles au Japon), le 9 décembre 1998. Il est réédité le 28 février 2001 au format "maxi-single" de 12 cm (nouvelle norme au Japon), avec une pochette différente noire et cinq titres en supplément : les trois versions remixées de la chanson-titre déjà parues sur l'édition vinyle du single homonyme sortie le 5 juin 1999, et deux de la chanson en "face B" Two of Us déjà parues sur l'édition vinyle du single Two of us sortie le 17 juillet 1999. Cette nouvelle édition atteint la 27e place du classement de l'Oricon et reste classée pendant trois semaines.
| 1. | Depend on You (Depend on you)                               | 4:22 |
| 2. | Two of Us (Two of us)                                       | 6:16 |
| 3. | Depend on You (Dub's Electro Remix)                         | 7:47 |
| 4. | Depend on You (44XL dub) (… 44XL DUB)                       | 6:02 |
| 5. | Depend on You (Bodyguard mix) (… BODYGUARD MIX)             | 6:05 |
| 6. | Two of Us (PPS Connection mix) (… PPS CONNECTION MIX)       | 4:22 |
| 7. | Two of Us (Touch of Mohagany mix) (… touch of mahogany mix) | 5:21 |
| 8. | Depend on You (Instrumental)                                | 4:21 |

## Édition européenne
Singles européens de Ayu
M
(2003) Naturally
(2004)
Depend on You, attribué à Ayu, est le 3e single européen de Ayumi Hamasaki.
La version remixée de la chanson Depend on You figurant sur l'album Cyber Trance presents ayu trance de 2001 sort en single en Europe le 8 mars 2004 sur le label allemand Drizzly Records, avec cinq autres versions de la même chanson, remixés par les DJ Svenson & Gielen et DJ Shog. Elle sort aussi en single digital.
| 1. | Depend on You (Svenson & Gielen radio edit) | 4:13 |
| 2. | Depend on You (DJ Shog radio edit)          | 3:41 |
| 3. | Depend on You (DJ Shog dub mix)             | 7:54 |
| 4. | Depend on You (Svenson & Gielen club mix)   | 8:02 |
| 5. | Depend on You (Svenson & Gielen instr. mix) | 8:00 |

## Interprétations à la télévision
- Utaban (8 décembre 1998)
- Daily Hit (10 décembre 1998)
- Music Station (11 décembre 1998)
- Pocket Music (16 décembre 1998)
- CDTV (19 décembre 1998)
- Hey! Hey! Hey! Music Champ Christmas Special (21 décembre 1998)
- Merry Christmas Live at Santa's House (23 décembre 1998)
- Happy Christmas Special (24 décembre 1998)
- Music Station Special Live 1998 (25 décembre 1998)
- Super Live '98 (30 décembre 1998)
- CDTV 1998-1999 Special Live (31 décembre 1998)
- Pop Jam (23 janvier 1999)
- Japan Gold Disc Awards (3 mars 1999)
- Secret Live at Akasaka Blitz (8 mai 1999)
- Fresh Live (22 décembre 1999)